# 联合国安全理事会第2号决议
联合国安理会2号决议，是1946年1月30日在联合国安全理事会第5次会议通过的。这个决议決議鼓勵伊朗和苏联解決因蘇聯軍隊佔領伊朗領土而引起的衝突，该决议得到全体赞成通过。决议要求苏联和伊朗两国在重新开始双边谈判后将任何谈判结果均报告给安理会。

## 背景
問題的根源可以追溯到1942年第二次世界大戰期間，當時伊朗簽署了一項協議允許英國和蘇聯軍隊進入該國以保衛油田，以防德國發動襲擊。協議簽署後，美國軍隊也進入了該國。1942年的條約包含一項具體規定，要求所有外國軍隊在戰爭結束後的六個月內撤離伊朗。然而，英國和美國在戰後開始向伊朗施壓，要求其讓步允許其軍隊留在伊朗國內，蘇聯隨後也採取了類似行動。哈里·S·杜魯門當選美國總統後對蘇聯採取更具敵意的外交政策，令與蘇聯邊界連接的伊朗成為美國為遏制蘇聯影響擴散的前線。作為報復及反制，莫斯科開始支持伊朗的反政府武裝推翻政府，以保護其在該地區的勢力範圍。美國於是以正式投訴的形式將此事提交給聯合國，這標誌著1946年伊朗危機的開始。

## 結果
外國軍隊撤離的最後期限於1946年3月2日結束，但蘇聯軍隊仍留在伊朗。 最後蘇聯和伊朗達成協議，蘇聯部隊於 1946年3月25日離開該國。作為撤軍的交換，伊朗給了蘇聯當地石油特許權。

## 相关决议
- 联合国安理会3号决议
- 联合国安理会5号决议